# Songs from the Underground
Songs from the Underground là đĩa mở rộng thứ 2 được ban nhạc rock Mỹ Linkin Park ra mắt công chúng. Nó có các bài hát đã phát hành trước đó thông qua câu lạc bộ người hâm mộ Linkin Park Underground, cũng như 2 bài hát trực tiếp chưa được phát hành trước đó từ Projekt Revolution.

## Danh sách bài hát
| STT              | Nhan đề                                                                                           | Sáng tác                                                             | Thời lượng |
| ---------------- | ------------------------------------------------------------------------------------------------- | -------------------------------------------------------------------- | ---------- |
| 1.               | "Announcement Service Public"                                                                     | Linkin Park                                                          | 2:23       |
| 2.               | "QWERTY" (Bản Phòng thu)                                                                          | Linkin Park                                                          | 3:20       |
| 3.               | "And One"                                                                                         | Mike Shinoda, Joe Hahn, Brad Delson, Chester Bennington, Rob Bourdon | 4:28       |
| 4.               | "Sold My Soul to Yo Mama"                                                                         | Hahn, Bennington, Shinoda                                            | 1:56       |
| 5.               | "Dedicated" (Demo 1999)                                                                           | Shinoda, Delson, Hahn, Bennington                                    | 3:10       |
| 6.               | "Hunger Strike" (Trực tiếp từ Projekt Revolution 2008 - Chris Cornell góp mặt Chester Bennington) | Chris Cornell                                                        | 4:12       |
| 7.               | "My December" (Trực tiếp 2008)                                                                    | Shinoda                                                              | 4:12       |
| 8.               | "Part of Me" (bao gồm ca khúc ẩn lúc 9:57)                                                        | Shinoda, Hahn, Delson, Bennington, Bourdon                           | 12:40      |
| Tổng thời lượng: | Tổng thời lượng:                                                                                  | Tổng thời lượng:                                                     | 36:45      |

| Bài hát bổ sung có thể tải xuống | Bài hát bổ sung có thể tải xuống                                                                                   | Bài hát bổ sung có thể tải xuống | Bài hát bổ sung có thể tải xuống |
| STT                              | Nhan đề | Sáng tác                         | Thời lượng                       |
| -------------------------------- | --- | -------------------------------- | -------------------------------- |
| 9.                               | "Crawling" (Trực tiếp tại Projekt Revolution 2008 - chứa các khổ hát từ "Hands Held High") (góp mặt Chris Cornell) | Linkin Park                      | 4:50                             |

## Bảng xếp hạng
| Bảng xếp hạng(2009)                 | Vị trí cao nhất |
| ----------------------------------- | --------------- |
| Album Áo (Ö3 Austria)               | 56              |
| Album Cộng hòa Séc (ČNS IFPI)       | 42              |
| Album Đức (Offizielle Top 100)      | 42              |
| Japanese Albums Chart               | 9               |
| Album Thụy Sĩ (Schweizer Hitparade) | 10              |
| Album Hoa Kỳ Billboard 200          | 96              |